# 葉澤魯爾河
葉澤魯爾河（烏克蘭語：Єзерул），是烏克蘭西南部的河流，屬於謝列捷利河的右支流。該河流經切爾尼夫齊州的切爾尼夫齊區，河道全長11公里，流域面積23.4平方公里。